# Jan Zamojski (zm. 1614)
Jan Zamojski herbu Grzymała (ur. w Zamościu, zm. 30 marca 1614 we Lwowie) – polski duchowny rzymskokatolicki, cysters, dyplomata, przedstawiciel dyplomatyczny Rzeczypospolitej w Imperium Osmańskim w latach 1590–1591 biskup pomocniczy płocki w latach 1595–1604, arcybiskup metropolita lwowski w latach 1604–1614, sekretarz królewski Stefana Batorego.

## Życiorys
Studiował na Akademii Krakowskiej. Był cystersem i opatem komendatoryjnym w Płocku. Za królów Stefana Batorego i Zygmunta III Wazy pełnił poselstwa m.in. do imperium osmańskiego.
30 sierpnia 1595 został biskupem pomocniczym diecezji płockiej, a 4 lutego 1604 arcybiskupem metropolitą lwowskim.
Jako senator brał udział w sejmach: 1605, 1607, 1609, 1611, 1613 (I) i 1613 (II).
Pochowany w archikatedrze Wniebowzięcia NMP we Lwowie.